# ミドルフィールド郡区 (アイオワ州ブキャナン郡)
ミドルフィールド郡区は、アメリカ合衆国、アイオワ州、ブキャナン郡にある16の郡区の一つである。2000年の国勢調査で、人口は304人だった。

## 地理
ミドルフィールド郡区は、90.6平方キロメートル（34.97平方マイル)で、組み込まれている自治体(incorporated settlements)は存在しない。